# Анкилостомы
Кривоголовки, или анкилостомы (лат. Ancylostoma) — род паразитических круглых червей подотряда стронгилид (Strongylida). Взрослые стадии паразитируют в кишечнике позвоночных. При питании разрушают стенки кишечника, выделяя ферменты, которые обладают протеолитической активностью и препятствуют свертыванию крови хозяина при питании гельминта. Анкилостома (кривоголовка) двенадцатиперстная — Ancylostoma duodenale и Некатор — Necator americanus — опасные паразиты человека, вызывающие анкилостомоз. По оценкам Центров по контролю и профилактике заболеваний США количество людей, заражённых анкилостомами по всему миру, составляет 576—740 миллионов. Также являются геогельминтами, то есть паразитическими червями, жизненный цикл которых осуществляется прямым путём, без промежуточных хозяев (в отличие от биогельминтов), яйца в большинстве случаев созревают в почве, а заражение ими происходит через проглатывание или проникновение через кожу.

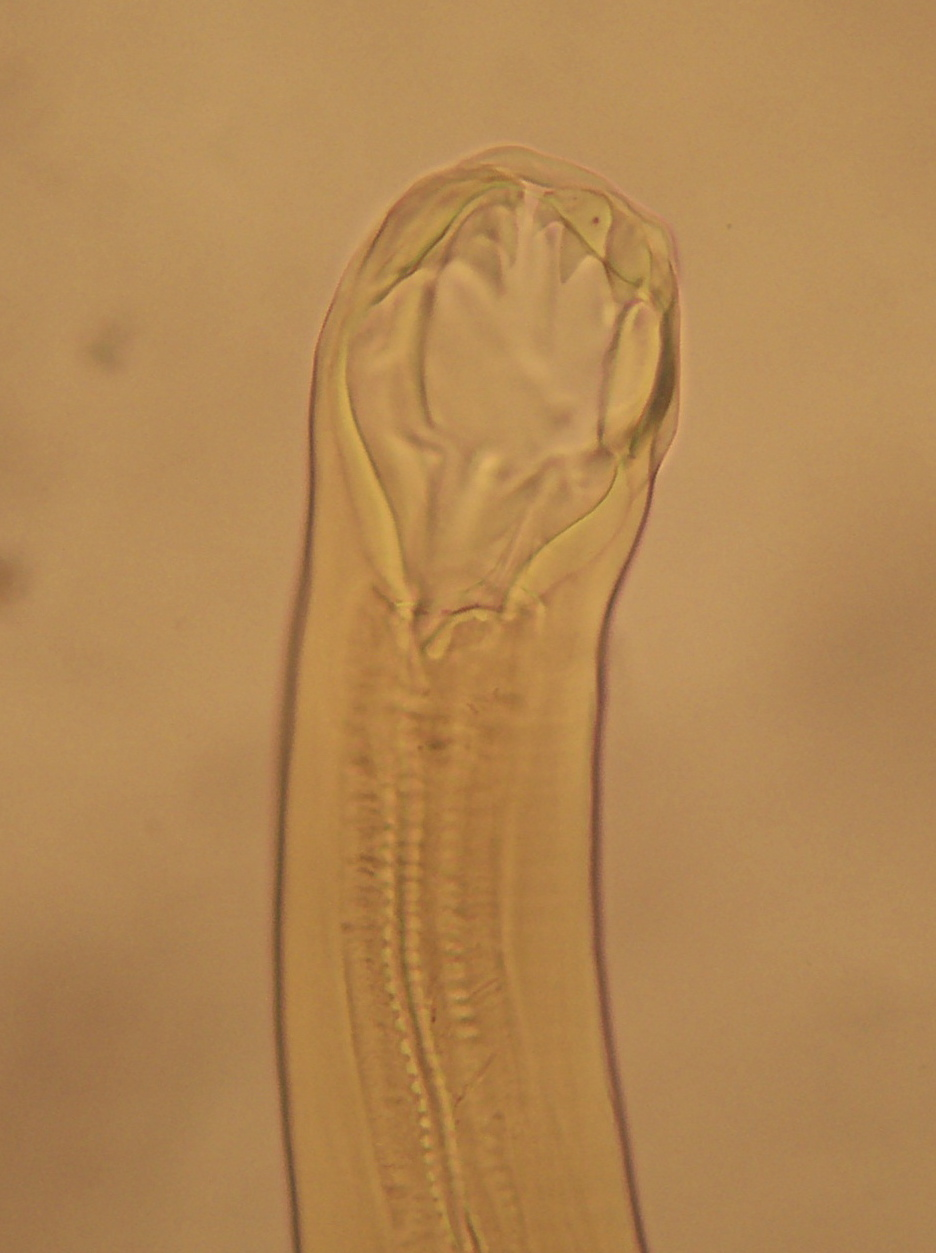
Передний конец тела Ancylostoma duodenale

## Географическое распространение
Распространены в странах с тропическим и субтропическим климатом между 45° северной и 30° южной широты, где инвазировано 50 % местных жителей, что составляет четверть населения земного шара, однако некоторые чаще встречаются в зонах с более жарким климатом.
Очаги анкилостомидозов выявлены в районах шахт и горных разработок. Основным условием возникновения таких очагов является высокая
влажность грунта и загрязнённость его фекалиями.

## Патогенное действие
Внедрение личинок через кожу вызывает жжение, зуд, покраснение кожи. В момент миграции наблюдаются легочные расстройства, механическое повреждение стенок сосудов, мелкие кровоизлияния в органах. Половозрелые особи вызывают образование крупных язв (до 2 см) в кишечнике, прогрессирующую анемию в результате кровопотерь и интоксикацию. Имеют место тяжёлые нарушения пищеварения, общая слабость, сильные боли, иногда извращение вкуса

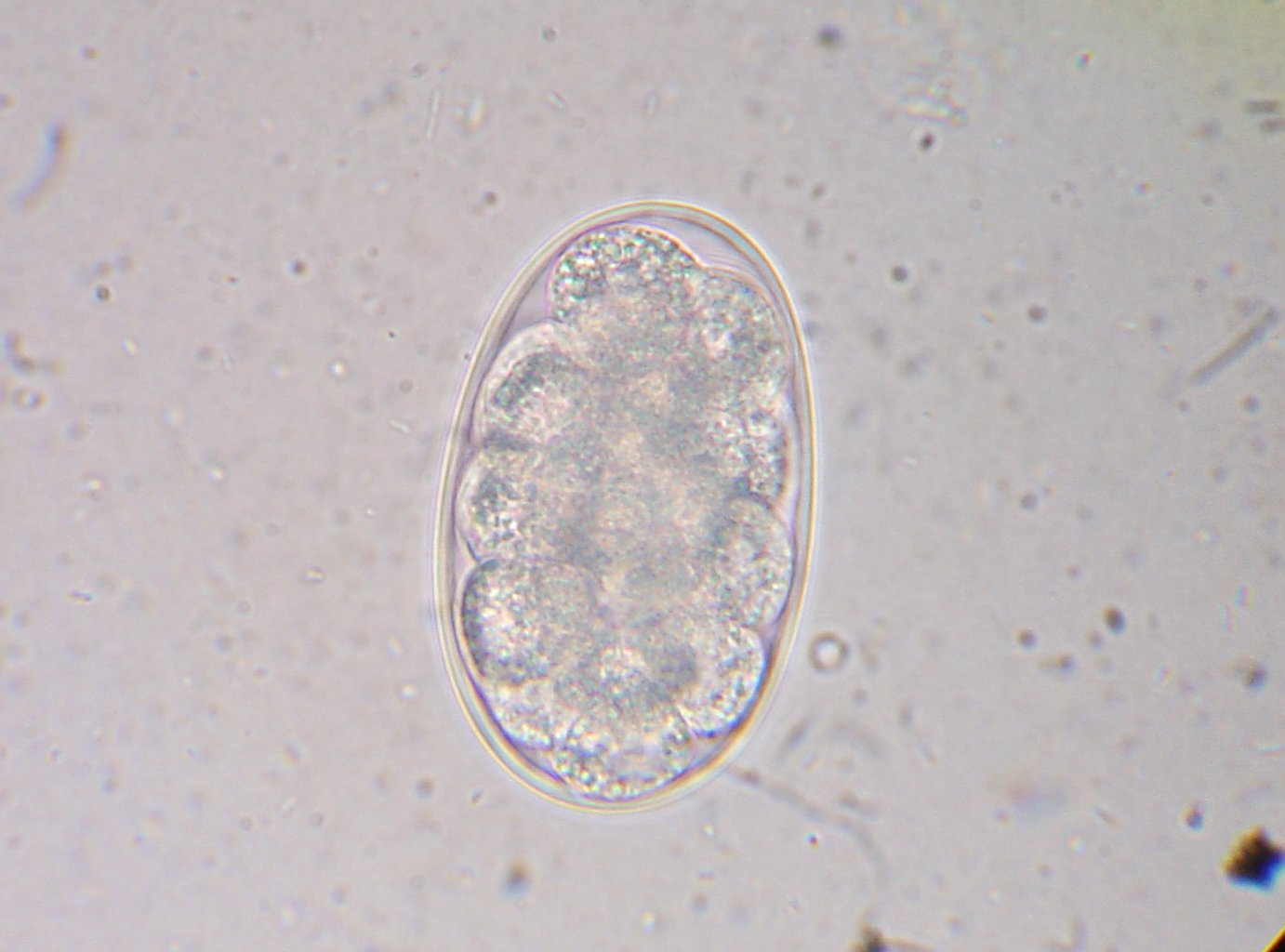
Дробящийся под яйцевыми оболочками зародыш A. caninum